# 菲莉帕·格雷
菲莉帕·格雷（英語：Phillipa Gray，1989年2月16日—），新西兰女子自行车运动员。她曾代表新西兰参加2012年夏季残疾人奥林匹克运动会自行车比赛，获得一枚金牌、一枚银牌和一枚铜牌。